# HD 163075
HD 163075，又名BD+46 2379，SAO 47023、HR 6674，是一颗恒星，视星等为6.38，位于銀經73.44，銀緯29.22，其B1900.0坐标为赤經17h 49m 14.7s，赤緯+46° 29.22′ 10″。